# Локня (станция)
Ло́кня — железнодорожная станция Санкт-Петербург-Витебского отделения Октябрьской железной дороги, расположена в поселке Локня Псковской области, между остановочными пунктами Тигощи и 371 км. Находится на расстоянии 365 км от Санкт-Петербурга, 120 км от Дна и 56 км от Новосокольников.

## Путевое развитие
Путевое развитие включает в себя 4 станционных пути — один главный (2-й путь от перрона) и три приемо-отправочных. Кроме того, имеются трое подъездных путей. На станции имеются две платформы — одна боковая — возле первого пути и одна островная — между первым и одним из подъездных путей. На первой платформе — вокзал постройки 1950-х годов, здание ДСП и багажное отделение.
В четной горловине станции расположен неохраняемый железнодорожный переезд.
С 2017 года ведется постройка нового перрона, а также замена люминесцентного освещения на светодиодное.

## Дальнее сообщение
По состоянию на 2021 год на станции имеют остановку поезда следующих направлений:
| № поезда | Маршрут движения               | № поезда | Маршрут движения               |
| -------- | ------------------------------ | -------- | ------------------------------ |
| 063      | Псков — Москва                 | 064      | Москва — Псков                 |
| 677      | Санкт-Петербург — Великие Луки | 678      | Великие Луки — Санкт-Петербург |

## Пригородное сообщение
По состоянию на 2025 год на станции имеют остановку поезда следующих направлений:
- Дно — Новосокольники — Дно
- Псков — Великие Луки — Псков